# Locomotiva RhB Ge 6/6 I
Le locomotive RhB Ge 6/6I sono delle locomotive elettriche a corrente alternata monofase, a scartamento metrico di uso universale, della Ferrovia Retica, dalla caratteristica forma con lunghi avancorpi; per tale forma sono state soprannominate Coccodrillo.

## Storia
Le locomotive vennero costruite in seguito all'elettrificazione della Ferrovia dell'Albula nel 1919, tra il 1921 e il 1929 per un totale di 15 unità; entrarono in servizio alla trazione di treni passeggeri e di treni merci sulla rete della Ferrovia Retica. 
La costruzione impegnò per la parte meccanica la Schweizerische Lokomotiv- und Maschinenfabrik (SLM) di Winterthur e, per le parti elettriche, Brown, Boveri & Cie (BBC) e Maschinenfabrik Oerlikon (MFO). In seguito alla costruzione di una serie successiva le locomotive sono state ridenominate Ge 6/6 I.
In seguito all'immissione in servizio di locomotive più moderne sono state relegate alla trazione dei treni merci. Dal 1984 è iniziato l'accantonamento e la demolizione. Attualmente sono preservate funzionanti 2 unità, la 414 e la 415.

## Caratteristiche
La locomotiva è a due carrelli, ciascuno con 3 assi accoppiati per mezzo di bielle; questi ricevono la coppia motrice da un motore (per carrello) per mezzo di una biella motrice. La cassa è di forma allungata con corpo centrale comprendente le cabine di guida e due lunghi avancorpi nei quali trovano posto le apparecchiature elettriche di trazione e ausiliarie.
| Lista delle locomotive Ge 6/6 I |               |                |                                                            |
| Numero progressivo              | Data costruz. | Accantonamento | Stato attuale                                              |
| 401                             | 30.06.1921    | 1974           | Demolita nel 1975 in seguito a incidente.                  |
| 402                             | 11.07.1921    | 1985           | Esposta al Museo svizzero dei trasporti di Lucerna.        |
| 403                             | 19.07.1921    | 1984           | Demolita                                                   |
| 404                             | 30.07.1921    | 1984           | Demolita                                                   |
| 405                             | 19.08.1921    | 1984           | Demolita                                                   |
| 406                             | 16.09.1921    | 1984           | Esposta statica dal 2005 al Museo Ferroviario di Kerzers.  |
| 407                             | 20.07.1922    | 1985           | Esposta dal 1994 alla stazione Bergün.                     |
| 408                             | 12.08.1922    | 1984           | Demolita                                                   |
| 409                             | 29.08.1922    | 1984           | Demolita                                                   |
| 410                             | 24.10.1922    | 1984           | Demolita                                                   |
| 411                             | 26.10.1925    | 2000           | Venduta nel 2001 al Deutsches Museum di Monaco di Baviera. |
| 412                             | 27.11.1925    | 2008           | Demolita 2008.                                             |
| 413                             | 17.06.1929    | 1993           | Demolita 1996.                                             |
| 414                             | 25.06.1929    | --             | Preservata funzionante                                     |
| 415                             | 02.07.1929    | --             | Preservata funzionante                                     |
|                                 |               |                |                                                            |